# Казаковское (сельское поселение, Удмуртия)
Казаковское  — упразднённое муниципальное образование со статусом сельского поселения в составе Ярского района Удмуртии.
Административный центр — деревня Тум.
Законом Удмуртской Республики от 11.05.2021 № 42-РЗ к 25 мая 2021 года упразднено в связи с преобразованием муниципального района в муниципальный округ.

## Состав
В состав сельского поселения входили 5 населённых пунктов:
- деревня Тум
- деревня Баяран
- деревня Казаково
- деревня Озерки
- деревня Чабырово

## Население
| 2010 | 2012 | 2013 | 2014 | 2015 | 2016 | 2017 |
| ---- | ---- | ---- | ---- | ---- | ---- | ---- |
| 471  | ↘453 | ↘427 | ↘400 | ↘381 | ↘344 | ↘338 |
| 2018 | 2019 | 2020 |      |      |      |      |
| ↘321 | ↘300 | ↘290 |      |      |      |      |